# Ekaterinovskij rajon
L'Ekaterinovskij rajon (in russo Екатериновский район?) è un rajon dell'Oblast' di Saratov, nella Russia europea; il suo capoluogo è Ekaterinovka.